# Gatot Sunyoto
 (février 2021).
Gatot Sunyoto (Malang, 28 août 1940 -  Bekasi, 12 septembre 2020) est un artiste indonésien.

## Source
- (id) Cet article est partiellement ou en totalité issu de l’article de Wikipédia en indonésien intitulé « Gatot Sunyoto » (voir la liste des auteurs).